# Pierrefiche, Aveyron

Pierrefiche este o comună în departamentul Aveyron din sudul Franței. În 1 ianuarie 2022 avea o populație de 293 de locuitori.